# Mistrzostwa Świata w Strzelectwie 1897
Mistrzostwa Świata w Strzelectwie 1897 – pierwsze mistrzostwa świata w strzelectwie. Odbyły się one we francuskim Lyonie. Rozgrywano konkurencje tylko dla mężczyzn.
Głównymi inicjatorami pierwszych mistrzostw świata w strzelectwie byli Holendrzy Henrik Sillem i Solko van den Bergh, a także pochodzący z Lyonu Francuz François Monod. Zawody te rozegrano wówczas pod nazwą międzynarodowe spotkania strzeleckie. 
Indywidualnie najwięcej medali zdobył Szwajcar Frank Jullien (cztery złote i jeden srebrny) i Norweg Ole Østmo (jeden złoty, dwa srebrne i jeden brązowy). W klasyfikacji generalnej wygrała reprezentacja Szwajcarii.

## Klasyfikacja medalowa
Gospodarze mistrzostw
| Pozycja | Kraj       | Złoto | Srebro | Brąz | Łącznie |
| ------- | ---------- | ----- | ------ | ---- | ------- |
| 1       | Szwajcaria | 4     | 2      | 1    | 7       |
| 2       | Norwegia   | 1     | 2      | 1    | 4       |
| 3       | Włochy     | 0     | 1      | 0    | 1       |
| 4       | Holandia   | 0     | 0      | 2    | 2       |
| 5       | Francja    | 0     | 0      | 1    | 1       |

## Wyniki
| Konkurencja                                     | Złoto                                                                                     | Wynik              | Srebro                                                                             | Wynik              | Brąz                                                                              | Wynik              |
| Karabin dowolny, trzy postawy, 300 m            | Frank Jullien                                                                             | 501 pkt. (lub 942) | Ole Østmo                                                                          | 484 pkt. (lub 910) | Karl Ehrensperger                                                                 | 471 pkt. (lub 886) |
| Karabin dowolny, trzy postawy, 300 m, drużynowo | Szwajcaria Karl Ehrensperger Alcide Hirschy Friedrich Lüthi Frank Jullien Louis Richardet | 2310 pkt. (lub ?)  | Norwegia Olaf Frydenlund Johan Jensen Ferdinand Larsen Ole Østmo Henrik Skoftestad | 2249 pkt. (lub ?)  | Francja Auguste Cavadini Maxime Landin Maurice Lecoq Léon Moreaux Alphonse Violet | 2206 pkt. (lub ?)  |
| Karabin dowolny leżąc, 300 m                    | Frank Jullien                                                                             | 172 pkt. (lub 324) | Enrico Ghisler                                                                     | 169 pkt. (lub 318) | Ole Østmo                                                                         | 167 pkt. (lub 315) |
| Karabin dowolny klęcząc, 300 m                  | Frank Jullien                                                                             | 170 pkt. (lub 321) | Alcide Hirschy                                                                     | 165 pkt. (lub 312) | Henrik Sillem                                                                     | 161 pkt. (lub 304) |
| Karabin dowolny stojąc, 300 m                   | Ole Østmo                                                                                 | 161 pkt. (lub 302) | Frank Jullien                                                                      | 159 pkt. (lub 298) | Henrik Sillem                                                                     | 157 pkt. (lub 295) |